# Micrathena triangularis
Micrathena triangularis är en spindelart som först beskrevs av Carl Ludwig Koch 1836.  Micrathena triangularis ingår i släktet Micrathena och familjen hjulspindlar. Inga underarter finns listade i Catalogue of Life.